# Глинське (Режівський міський округ)
Гли́нське (рос. Глинское) — село у складі Режівського міського округу Свердловської області.
Населення — 1187 осіб (2010, 1298 у 2002).
Національний склад станом на 2002 рік: росіяни — 91 %.